# Leptochilus perterritus
Leptochilus perterritus är en stekelart som beskrevs av Giordani Soika. Leptochilus perterritus ingår i släktet Leptochilus och familjen Eumenidae. Inga underarter finns listade i Catalogue of Life.